# Texaco Grand Prix of Houston 1999
Texaco Grand Prix of Houston 1999 var ett race som var den artonde deltävlingen i CART World Series 1999. Racet kördes den 26 september i Reliant Park i Houston, Texas. Paul Tracy tog sin första seger på en konventionell racerbanan sedan 1995, då han vann på Surfers Paradise. Mästerskapsledaren Juan Pablo Montoya kraschade bort sig från tävlingen, vilket gjorde att Dario Franchitti höll mästerskapet i högsta grad vid liv, sedan han blivit tvåa bakom stallkamraten Tracy. Christian Fittipaldi gjorde comeback efter sitt benbrott, och slutade sjua. Även Adrián Fernández kom tillbaka, i hans fall efter att ha brutit armen. Han tog den tolfte och sista poängplatsen i mål.

## Slutresultat
| Plats | Förare               | Team                    | Grid | Kvaltid  |
| ----- | -------------------- | ----------------------- | ---- | -------- |
| 1     | Paul Tracy           | Team KOOL Green         | 3    | 59,106   |
| 2     | Dario Franchitti     | Team KOOL Green         | 4    | 59,179   |
| 3     | Michael Andretti     | Newman/Haas Racing      | 11   | 59,890   |
| 4     | Max Papis            | Team Rahal              | 5    | 59,192   |
| 5     | Bryan Herta          | Team Rahal              | 2    | 59,086   |
| 6     | Maurício Gugelmin    | PacWest Racing          | 23   | 1.01,063 |
| 7     | Christian Fittipaldi | Newman/Haas Racing      | 12   | 59,965   |
| 8     | Richie Hearn         | Della Penna Motorsports | 15   | 1.00,024 |
| 9     | Tony Kanaan          | Forsythe Racing         | 8    | 59,649   |
| 10    | Scott Pruett         | Patrick Racing          | 20   | 1.00,638 |
| 11    | Cristiano da Matta   | Arciero-Wells Racing    | 17   | 1.00,237 |
| 12    | Adrián Fernández     | Patrick Racing          | 10   | 59,789   |
| 13    | Jan Magnussen        | Patrick Racing          | 9    | 59,727   |
| 14    | Memo Gidley          | Payton/Coyne Racing     | 25   | 1.01,662 |
| 15    | Al Unser Jr.         | Marlboro Team Penske    | 26   | 1.01,766 |
| 16    | Greg Moore           | Forsythe Racing         | 13   | 59,967   |
| 17    | Gil de Ferran        | Walker Racing           | 6    | 59,411   |
| 18    | Michel Jourdain Jr.  | Payton/Coyne Racing     | 21   | 1.00,835 |
| 19    | Patrick Carpentier   | Forsythe Racing         | 14   | 59,978   |
| 20    | Jimmy Vasser         | Chip Ganassi Racing     | 16   | 1.00,089 |
| 21    | Robby Gordon         | Team Gordon             | 22   | 1.00,906 |
| 22    | Naoki Hattori        | Walker Racing           | 7    | 59,569   |
| 23    | Andrea Montermini    | All American Racing     | 24   | 1.01,423 |
| 24    | Mark Blundell        | PacWest Racing          | 18   | 1.00,274 |
| 25    | Juan Pablo Montoya   | Chip Ganassi Racing     | 1    | 58,699   |
| 26    | Hélio Castroneves    | Hogan Racing            | 19   | 1.00,430 |